# Disipator termic

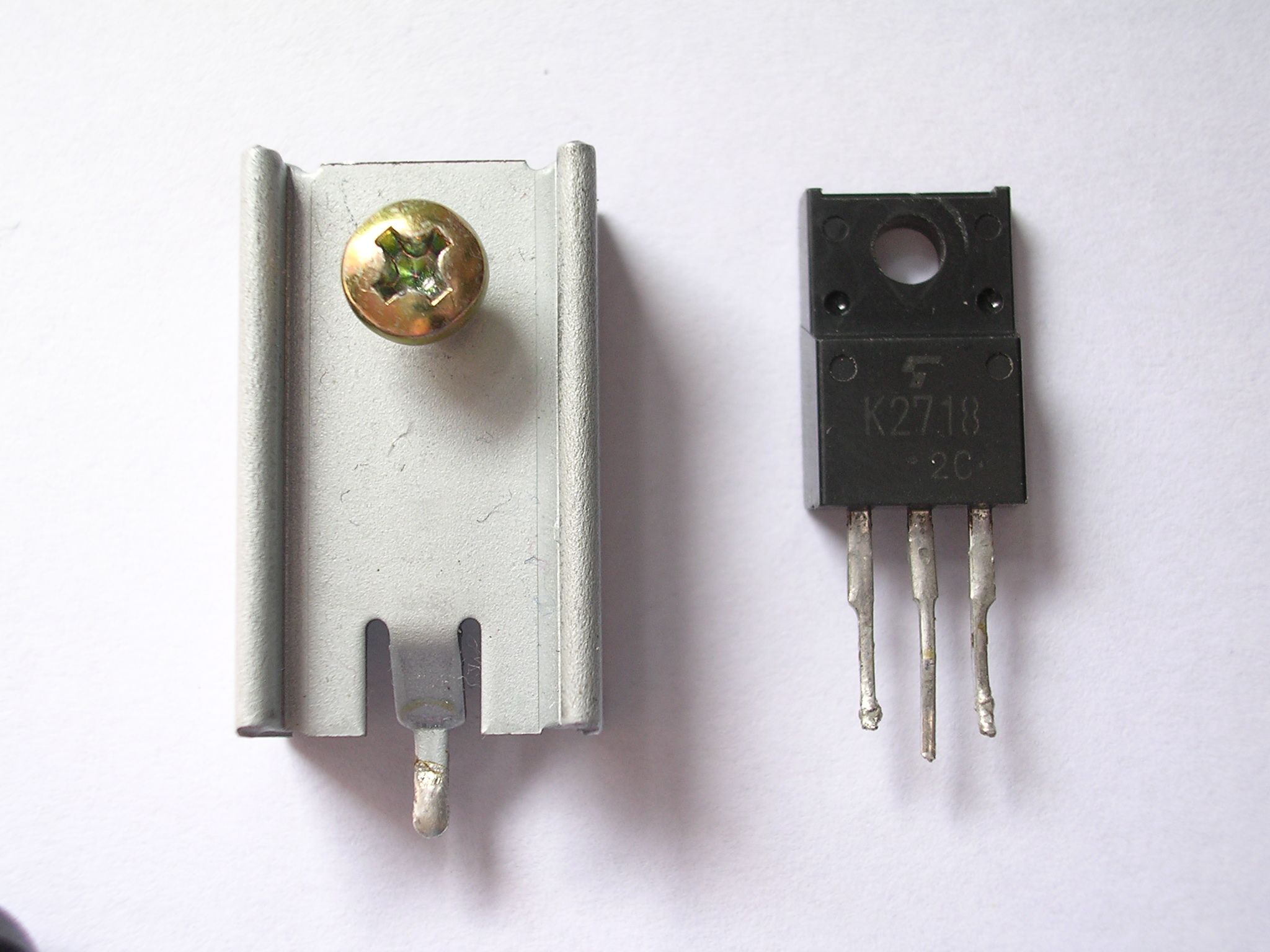
Disipator și tranzistor

Disipatorul termic este un element pasiv destinat evacuării căldurii disipate de către unele componente electronice. Acesta este proiectat pentru a crește suprafața de schimb de căldură cu mediul de răcire din jurul său.